# Neosho, Missouri
Neosho [niːˈoʊʃoʊ] är administrativ huvudort i Newton County i Missouri. Ortens smeknamn är "The Flower Box City".